# Человек меняет кожу (фильм, 1959)
«Человек меняет кожу» — двухсерийный художественный фильм режиссёра Рафаила Перельштейна, снятый им в 1959 году на киностудии «Таджикфильм» по мотивам одноимённого романа Бруно Ясенского. Премьера в Душанбе — февраль 1960 г. Премьера: 30 мая 1960 (1 серия), 6 июня 1960 (2 серия)

## Сюжет
Идёт строительство Вахшского канала — одной из крупнейших новостроек первой пятилетки. Сюда прибывают по контракту два американца. Матёрый шпион полковник Бейли, представившийся безобидным путешественником мистером Мурри, позже будет пойман с поличным и разоблачён. А мистер Кларк (Сергей Курилов), приехавший на канал «делать деньги», постепенно убедится в том, что работа и политика не такие уж разные понятия. Не принимая социализм, он вполне искренне симпатизирует энтузиазму советских людей. Любовь к переводчице — комсомолке Марии Полозовой (Изольда Извицкая) — помогает Кларку осмыслить происходящее. В центре событий сложного строительства оказывается и инженер Уртабаев (Гурминдж Завкибеков) — сильный, яркий человек, один из первых представителей таджикской интеллигенции. Его подозревают во вредительстве. Однако Уртабаев не из тех, кто «ломается», — он доказывает свою непричастность к диверсиям и остаётся одним из первых авторитетов стройки. В праздничный день открытия канала разгромлена последняя банда басмачей, в схватке с которой погибает комсомольский вожак Карим.

## В ролях
| Актёр                    | Роль                            |
| ------------------------ | ------------------------------- |
| Гурминдж Завкибеков      | Саид Уртабаев                   |
| Сергей Курилов           | мистер Кларк                    |
| Изольда Извицкая         | Маша Полозова                   |
| Сергей Столяров          | Владимир Иванович Синицын       |
| Владимир Емельянов       | Комаренко                       |
| Сергей Голованов         | Морозов                         |
| Джахон Саидмурадов       | Карим                           |
| Борис Виноградов         | мистер Мурри                    |
| Асли (Аслиддин) Бурханов | Ходжияров                       |
| Наталья Медведева        | Валентина Синицына              |
| Юрий Киреев              | Тарелкин                        |
| Григорий Кириллов        | Еремин                          |
| Алексей Преснецов        | Немировский                     |
| Нинель Мышкова           | Немировская                     |
| Павел Волков             | Савельич                        |
| Владимир Иванов          | Птицын                          |
| Николай Бармин           | Метёлкин                        |
| Абдульхайр Касымов       | Фаткулла                        |
| Николай Волчков          | партследователь                 |
| Борис Шлихтинг           | начальник пристани              |
| Пулат Ахмедов            | комсомолец                      |
| Сергей Юртайкин          | член бригады Тарелкина          |
| Виктор Уральский         | член бригады Тарелкина          |
| Александр Лебедев        | Лебедев, член бригады Тарелкина |
| Александр Кузнецов       | член бригады Тарелкина          |

## Награды
- 1960 — На Всесоюзном кинофестивале в Минске фильму присуждён Поощрительный диплом, и поощрительный диплом С. Курилову.